# مصطفى الزعري
مصطفى الزعري (5 نوفمبر 1945 – 3 ديسمبر 2024)، هو ممثل مغربي، شارك في عدة أعمال سواء في السينما أو التلفزيون أو المسرح، واشتهر بأدواره الكوميدية التي أضفت طابعًا خاصًا على مسيرته الفنية، حيث استطاع بموهبته الفريدة وأدائه العفوي أن يكسب حب الجمهور ويترك بصمة مميزة في المشهد الفني المغربي.

## النشأة
وُلد الزعري في 5 نوفمبر 1945 في مدينة الدار البيضاء، ونشأ وترعرع بالضبط في درب السلطان، بين درب اليهودي ودرب كلوطي، ذاق طعم اليتم منذ صغره، إذ توفي والده وعمره ثلاث سنوات وفضل تكوينه وتربيته يعود إلى والدته التي اشتغلت في ميادين عدة، أرسلته منذ صغره إلى نادي مسرحي للتخلص من شغبه ومشاكساته الطفولية ولتجنيبه الشارع أيضًا، وهي لا تعلم أنها أرسلته إلى قدره المهني والإبداعي.

## مساره الفني
التحق الزعري بفرقة الأخوة، التي كان يرأسها الفنان عبد العظيم الشناوي، وبعدها بالمعهد البلدي ليتعلم على يد الطيب الصديقي وأحمد الطيب لعلج، ثم بعدها بفرقة البدوي، فدخل عالم التمثيل من باب الممارسة وليس من باب التكوين، وبالضبط في سنة 1963 خلال المخيمات الصيفية، بأزرو وإفران وعين اللوح، حيث كان الزعري مربيا ومدربا في الشبيبة والرياضة بحكم كونه سبق وأن كان أستاذا وقدم استقالته من الميدان لأنه لم يجد ذاته فيه، فاستطاع أن يجعل من موهبته في السخرية والدعابة قنطرته نحو الشهرة.
كوّن مع مصطفى الداسوكين ثنائيا ساخرا سطع نجمه خلال الثمانينيات، قبل أن تفرق بينهما سبل الحياة والفن، وكانت انطلاقته بمسرحية «النواقسية» مع الأستاذ عبد القادر البدوي، وهو أول عمل جمع الثنائي الزعري والداسوكين في المسرح، وقُدِّم مباشرة على شاشة التلفزة المغربية في 17 أكتوبر 1967.
تنقل بعد ذلك بخفة بين الخشبة والتلفزيون والسينما ومن مسرحية «النواقسية» بدأت انطلاقته الفنية، وتوالت الأعمال ب«بنت الحراز»، «حلوف كرموس»، «العائلة المثقفة»، و«دابا تجي دابا»، وفي التلفزيون، شارك في أعمال كثيرة، منها «ستة من ستين»، و«بيوت من نار» و«سعدي ببناتي». وفي مجال السينما، شارك في العديد من الأفلام المغربية والأجنبية منها «الطفولة المغتصبة» و«الرسالة»، مكنه اشتغاله في المحافظة العامة والتنسيق بين الإدارة وقسم الإنتاج من اكتساب تجارب مهمة، من خلال تعلمه مهنة التمثيل، ومشاهدة تجارب المخرجين الأجانب وعلاقاتهم مع الممثلين عن قرب.

## أعماله

### مسرحيات
- النواقسية
- بنت الحراز
- حلوف كرموس
- العائلة المثقفة
- دابا تجي دابا

### أفلام
- الرسالة
- شمس الضباع
- الصمت اتجاه ممنوع
- الضوء الأخضر
- الطفولة المغتصبة
- خارج التغطية

### مسلسلات
- ستة من ستين
- بيوت من نار
- الثمن
- نسيب الحاج عزوز
- سعدي ببناتي
- جحا يا جحا 2
- شبح الماضي
- مرحبا بصحابي
- مرحبا بصحابي 2
- رحلة العمر

## وفاته
توفي صباح يوم الثلاثاء 3 ديسمبر 2024، عن عمر ناهز التاسعة والسبعين، بإحدى مصحات مدينة الدار البيضاء. وكان إدريس السبتي رئيس فرع نقابة مهني الفنون الدرامية في الدار البيضاء، قد أكد أن الفنان مصطفى الزعري فارق الحياة عند حوالي الساعة التاسعة من صباح الثلاثاء، بعد معاناة طويلة مع مرض عضال. وقد جرى بعد صلاة العصر نقل جثمان الفقيد إلى مثواه الأخير بمقبرة الشهداء حيث ووري الثرى. وجرت هذه المراسم بحضور، على الخصوص، أفراد أسرة الفقيد وأقاربه وذويه، إلى جانب عدد من الفنانين والإعلاميين.

## روابط خارجية
- مصطفى الزعري على موقع IMDb (الإنجليزية)
- مصطفى الزعري على موقع قاعدة بيانات الأفلام العربية